# Timo Schultz
Pour les articles homonymes, voir Schultz.
Timo Schultz est un footballeur allemand, né le 26 août 1977 à Wittmund en Allemagne devenu entraîneur. 

## Carrière
| Saison    | Club          | Pays              | Championnat        | Coupes nationales | Coupes continentales |
| --------- | ------------- | ----------------- | ------------------ | ----------------- | -------------------- |
| 2000-2001 | VfB Lübeck    | Regionalliga Nord | 24 matchs / 2 buts | -                 | -                    |
| 2001-2002 | VfB Lübeck    | Regionalliga Nord | 29 matchs          | -                 | -                    |
| 2002-2003 | Holstein Kiel | Regionalliga Nord | 14 matchs          | -                 | -                    |
| 2003-2004 | Holstein Kiel | Regionalliga Nord | 20 matchs / 1 but  | 1 match           | -                    |
| 2004-2005 | Holstein Kiel | Regionalliga Nord | 9 matchs / 3 buts  | -                 | -                    |
| 2005-2006 | Sankt Pauli   | Regionalliga Nord | 30 matchs / 3 buts | 3 matchs / 1 but  | -                    |
| 2006-2007 | Sankt Pauli   | Regionalliga Nord | 26 matchs / 4 buts | -                 | -                    |
| 2007-2008 | Sankt Pauli   | 2.Bundesliga      | 28 matchs / 2 buts | 1 match           | -                    |
| 2008-2009 | Sankt Pauli   | 2.Bundesliga      | 27 matchs / 1 but  | -                 | -                    |
| 2009-2010 | Sankt Pauli   | 2.Bundesliga      | 14 matchs          | 1 match           | -                    |
| 2010-2011 | Sankt Pauli   | Bundesliga        | 4 matchs           | -                 | -                    |

Dernière mise à jour le 15 mai 2011

## Palmarès
- FC St. Pauli
  - Vainqueur du Championnat de Regionalliga Nord en 2007.